# Regulamentul privind piețele digitale
Regulamentul privind piețele digitale (DMA) este un regulament al Uniunii Europene adoptat în 2022, care își propune să facă economia digitală mai echitabilă și mai competitivă. El a fost propus împreună cu regulamentul privind serviciile digitale și actualizează Directiva privind comerțul electronic din 2000.
Acest regulament vizează cele mai mari platforme digitale care operează în Uniunea Europeană, cunoscuți și sub denumirea de „gatekeepers” datorită poziției „durabile” pe piață și pentru că îndeplinesc anumite criterii legate de numărul de utilizatori, cifra de afaceri sau capitalizarea lor. În septembrie 2023, 22 de servicii din șase companii (Alphabet, Amazon, Apple, ByteDance, Meta și Microsoft) au fost identificate drept „servicii de platformă de bază”.
DMA acoperă opt sectoare diferite, pe care le denumește Servicii de platforme principale (CPS). Din cauza prezenței unor „gatekeepers” care, într-o anumită măsură, afectează contestabilitatea pieței, CPS-urile sunt considerate problematice de către Comisia Europeană:
- motoare de căutare online (de exemplu Google Search)
- servicii de intermediere online (de exemplu Google Play și App Store)
- rețele sociale (de exemplu Facebook)
- platforme de partajare video (de exemplu YouTube)
- platforme de comunicare (de exemplu Gmail, WhatsApp)
- servicii de publicitate (de exemplu Google Ads)
- sisteme de operare (de exemplu Android și iOS)
- servicii cloud (de exemplu Amazon Web Services)